# استیت استریت
استیت استریت کورپوریشن (به انگلیسی: State Street Corporation) شرکت هلدینگ خدمات مالی و بانکداری آمریکایی است، که فعالیت اصلی آن، در زمینه ارائه خدمات مدیریت سرمایه‌گذاری متمرکز می‌باشد.
شرکت استیت استریت در سال ۱۷۹۲ راه‌اندازی شد و در سال ۲۰۱۱ بازوی ارائه خدمات بانکداری آن، از سوی گروه ۲۰ در رتبه ۲۹ از بزرگترین بانک‌های سیستمیک و مهم جهان شناخته شد.
دفتر مرکزی این شرکت در شهر بوستون، ماساچوست قرار دارد و بخشی از سهام آن در بازار بورس نیویورک معامله می‌شود.